# Mademoiselle Lekain
Pour l’article homonyme, voir Lekain.
Christine-Georgette-Charlotte Sirot, dite Mademoiselle Lekain, est une actrice française née vers 1734 et décédée le 18 août 1775 à Paris.

## Biographie
Elle débute à la Comédie-Française en 1757. 
Sociétaire de la Comédie-Française en 1761. 
Elle est l'épouse d'Henri Lekain, lui aussi comédien du Roi.
Retraitée en 1767.
Elle meurt le 18 août 1775, rue des Fossoyeurs (aujourd'hui rue Servandoni), à Paris.

## Quelques rôles
- 1757 : Démocrite amoureux de Jean-François Regnard : Cléanthis
- 1757 : Les Folies amoureuses de Jean-François Regnard : Lisette
- L'Amour médecin de Molière : Lisette
- Amphitryon de Molière : Cléanthis
- L'Avare de Molière : Frosine
- Brutus de Voltaire : Algine
- Le Café ou l'Écossaise de Voltaire : Polly
- La Coupe enchantée de Jean de La Fontaine et Champmeslé : Perrette
- Crispin rival de son maître d'Alain-René Lesage : Lisette
- Le Dépit amoureux de Molière : Ascagne
- L'École des femmes de Molière : Georgette
- George Dandin de Molière : Claudine
- Le Joueur de Jean-François Regnard : Nérine
- Le Légataire universel de Jean-François Regnard : Lisette
- Le Menteur de Pierre Corneille : Sabine
- Le Mercure galant d'Edme Boursault : Elise
- Phèdre de Jean Racine : Ismène
- Les Plaideurs de Jean Racine : La comtesse
- Tartuffe de Molière : Dorine